# ديفيد نيومان (كاتب)
ديفيد نيومان (بالإنجليزية: David Newman)‏ هو منتج أفلام وكاتب وكاتب سيناريو أمريكي، ولد في 4 فبراير 1937 في نيويورك في الولايات المتحدة، وتوفي بنفس المكان في 27 يونيو 2003 بسبب سكتة.

## وصلات خارجية
- ديفيد نيومان على موقع IMDb (الإنجليزية)
- ديفيد نيومان على موقع الموسوعة البريطانية (الإنجليزية)
- ديفيد نيومان على موقع ميوزك برينز (الإنجليزية)
- ديفيد نيومان على موقع أول موفي (الإنجليزية)
- ديفيد نيومان على موقع قاعدة بيانات برودواي على الإنترنت (الإنجليزية)
- ديفيد نيومان على موقع قاعدة بيانات الفيلم (الإنجليزية)